# John Siemianowski
John Steven Siemianowski (ur. 26 maja 1960 w Chicago) – amerykański duchowny katolicki, biskup pomocniczy Chicago od 2025.

## Życiorys
Święcenia kapłańskie otrzymał w dniu 20 maja 1989 i został inkardynowany do archidiecezji Chicago.
20 grudnia 2024 papież Franciszek mianował go biskupem pomocniczym Chicago ze stolicą tytularną Gratianopolis. Sakry udzielił mu 26 lutego w katedrze Najświętszego Imienia Jezus w Chicago arcybiskup Chicago kardynał Blase Cupich.